# Grande Prêmio de Portland
Grande Prêmio de Portland (em inglês: Grand Prix of Portland) é uma etapa da IndyCar Series realizada no Portland International Raceway em Portland, Oregon. O evento foi realizado como etapa da CART/Champ Car entre 1984 e 2007. Após uma ausência de dez anos, a corrida retornou à IndyCar Series na temporada de 2018.

## Vencedores

### IndyCar/CART
| Ano            | Data                                        | Nome corrida                                | Vencedor                                    | Equipe                                      | Chassis                                     | Motor                                       |
| CART/Champ Car | CART/Champ Car                              | CART/Champ Car                              | CART/Champ Car                              | CART/Champ Car                              | CART/Champ Car                              | CART/Champ Car                              |
| -------------- | ------------------------------------------- | ------------------------------------------- | ------------------------------------------- | ------------------------------------------- | ------------------------------------------- | ------------------------------------------- |
| 1984           | 17 de junho                                 | Stroh's 200                                 | Al Unser, Jr.                               | Galles Racing                               | March                                       | Cosworth                                    |
| 1985           | 16 de junho                                 | Stroh's 200                                 | Mario Andretti                              | Newman-Haas                                 | Lola                                        | Cosworth                                    |
| 1986           | 15 de junho                                 | Budweiser/ 200                              | Mario Andretti                              | Newman-Haas                                 | Lola                                        | Cosworth                                    |
| 1987           | 14 de junho                                 | Budweiser/G.I.Joe's 200                     | Bobby Rahal                                 | Truesports                                  | Lola                                        | Cosworth                                    |
| 1988           | 19 de junho                                 | Budweiser/G.I.Joe's 200                     | Danny Sullivan                              | Penske Racing                               | Penske                                      | Chevrolet-Ilmor                             |
| 1989           | 25 de junho                                 | Budweiser/G.I.Joe's 200                     | Emerson Fittipaldi                          | Patrick Racing                              | Penske                                      | Chevrolet-Ilmor                             |
| 1990           | 24 de junho                                 | Budweiser/G.I.Joe's 200                     | Michael Andretti                            | Newman/Haas Racing                          | Lola                                        | Chevrolet-Ilmor                             |
| 1991           | 23 de junho                                 | Budweiser/G.I.Joe's 200                     | Michael Andretti                            | Newman/Haas Racing                          | Lola                                        | Chevrolet-Ilmor                             |
| 1992           | 21 de junho                                 | Budweiser/G.I.Joe's 200                     | Michael Andretti                            | Newman/Haas Racing                          | Lola                                        | Cosworth                                    |
| 1993           | 27 de junho                                 | Budweiser/G.I.Joe's 200                     | Emerson Fittipaldi                          | Penske Racing                               | Penske                                      | Chevrolet-Ilmor                             |
| 1994           | 26 de junho                                 | Budweiser/G.I.Joe's 200                     | Al Unser, Jr.                               | Penske Racing                               | Penske                                      | Mercedes-Benz-Ilmor                         |
| 1995           | 25 de junho                                 | Budweiser/G.I.Joe's 200                     | Al Unser, Jr.                               | Penske Racing                               | Penske                                      | Mercedes-Benz-Ilmor                         |
| 1996           | 23 de junho                                 | Budweiser/G.I.Joe's 200                     | Alex Zanardi                                | Chip Ganassi Racing                         | Reynard                                     | Honda                                       |
| 1997           | 22 de junho                                 | Budweiser/G.I.Joe's 200                     | Mark Blundell                               | PacWest Racing                              | Reynard                                     | Mercedes-Benz-Ilmor                         |
| 1998           | 21 de junho                                 | Budweiser/G.I.Joe's 200                     | Alex Zanardi                                | Chip Ganassi Racing                         | Reynard                                     | Honda                                       |
| 1999           | 20 de junho                                 | Budweiser/G.I.Joe's 200                     | Gil de Ferran                               | Walker Racing                               | Reynard                                     | Honda                                       |
| 2000           | 25 de junho                                 | Freightliner/G.I.Joe's 200                  | Gil de Ferran                               | Penske Racing                               | Reynard                                     | Honda                                       |
| 2001           | 24 de junho                                 | Freightliner/G.I.Joe's 200                  | Max Papis                                   | Team Rahal                                  | Lola                                        | Cosworth                                    |
| 2002           | 16 de junho                                 | G.I.Joe's 200                               | Cristiano da Matta                          | Team Rahal                                  | Lola                                        | Toyota                                      |
| 2003           | 22 de junho                                 | G.I.Joe's 200                               | Adrian Fernandez                            | Fernandez Racing                            | Lola                                        | Cosworth                                    |
| 2004           | 20 de junho                                 | Grand Prix of Portland                      | Sébastien Bourdais                          | Newman-Haas                                 | Lola                                        | Cosworth                                    |
| 2005           | 19 de junho                                 | G.I.Joe's Grand Prix of Portland            | Cristiano da Matta                          | PKV Racing                                  | Lola                                        | Cosworth                                    |
| 2006           | 18 de junho                                 | G.I.Joe's Grand Prix of Portland            | A.J. Allmendinger                           | Forsythe Racing                             | Lola                                        | Cosworth                                    |
| 2007           | 10 de junho                                 | Mazda Grand Prix of Portland                | Sébastien Bourdais                          | Newman-Haas                                 | Panoz                                       | Cosworth                                    |
| IndyCar Series |                                             |                                             |                                             |                                             |                                             |                                             |
| 2008 – 2017    | Não realizado                               | Não realizado                               | Não realizado                               | Não realizado                               | Não realizado                               | Não realizado                               |
| 2018           | 2 de setembro                               | Grand Prix of Portland                      | Takuma Sato                                 | Team Rahal                                  | Dallara                                     | Honda                                       |
| 2019           | 1 de setembro                               | Grand Prix of Portland                      | Will Power                                  | Team Penske                                 | Dallara                                     | Chevrolet                                   |
| 2020           | Não realizado devido à Pandemia de COVID-19 | Não realizado devido à Pandemia de COVID-19 | Não realizado devido à Pandemia de COVID-19 | Não realizado devido à Pandemia de COVID-19 | Não realizado devido à Pandemia de COVID-19 | Não realizado devido à Pandemia de COVID-19 |
| 2021           | 12 de setembro                              | Grand Prix of Portland                      | Álex Palou                                  | Chip Ganassi Racing                         | Dallara                                     | Honda                                       |
| 2022           | 4 de setembro                               | Grand Prix of Portland                      | Scott McLaughlin                            | Team Penske                                 | Dallara                                     | Chevrolet                                   |
| 2023           | 3 de setembro                               | Grand Prix of Portland                      | Álex Palou                                  | Chip Ganassi Racing                         | Dallara                                     | Honda                                       |

### Indy Lights Series
| Ano         | Data                                     | Vencedor                                 | Chassis                                  | Motor                                    |
| ----------- | ---------------------------------------- | ---------------------------------------- | ---------------------------------------- | ---------------------------------------- |
| 1988        | 19 de junho                              | Tommy Byrne                              | March                                    | Buick                                    |
| 1989        | 25 de junho                              | Tommy Byrne                              | March                                    | Buick                                    |
| 1990        | 24 de junho                              | Paul Tracy                               | March                                    | Buick                                    |
| 1991        | 23 de junho                              | Eric Bachelart                           | March                                    | Buick                                    |
| 1992        | 21 de junho                              | Franck Fréon                             | March                                    | Buick                                    |
| 1993        | 27 de junho                              | Franck Fréon                             | Lola                                     | Buick                                    |
| 1994        | 26 de junho                              | André Ribeiro                            | Lola                                     | Buick                                    |
| 1995        | 25 de junho                              | Greg Moore                               | Lola                                     | Buick                                    |
| 1996        | 23 de junho                              | Gualter Salles                           | Lola                                     | Buick                                    |
| 1997        | 22 de junho                              | Hideki Noda                              | Lola                                     | Buick                                    |
| 1998        | 21 de junho                              | Guy Smith                                | Lola                                     | Buick                                    |
| 1999        | 20 de junho                              | Philipp Peter                            | Lola                                     | Buick                                    |
| 2000        | 25 de junho                              | Jason Bright                             | Lola                                     | Buick                                    |
| 2001        | 24 de junho                              | Damien Faulkner                          | Lola                                     | Buick                                    |
| 2002 – 2017 | Não realizado                            | Não realizado                            | Não realizado                            | Não realizado                            |
| 2018        | 1 setembro                               | Patricio O'Ward                          | Dallara                                  | Mazda                                    |
| 2018        | 2 setembro                               | Patricio O'Ward                          | Dallara                                  | Mazda                                    |
| 2019        | 31 agosto                                | Rinus VeeKay                             | Dallara                                  | AER                                      |
| 2019        | 1 setembro                               | Toby Sowery                              | Dallara                                  | AER                                      |
| 2020        | cancelado devido à Pandemia de COVID-19. | cancelado devido à Pandemia de COVID-19. | cancelado devido à Pandemia de COVID-19. | cancelado devido à Pandemia de COVID-19. |
| 2021        | 11 setembro                              | David Malukas                            | Dallara                                  | AER                                      |
| 2021        | 12 setembro                              | Kyle Kirkwood                            | Dallara                                  | AER                                      |
| 2022        | 4 setembro                               | Benjamin Pedersen                        | Dallara                                  | AER                                      |
| Indy NXT    |                                          |                                          |                                          |                                          |
| 2023        | 3 setembro                               | Louis Foster                             | Dallara                                  | AER                                      |